# ارنست کلیمت

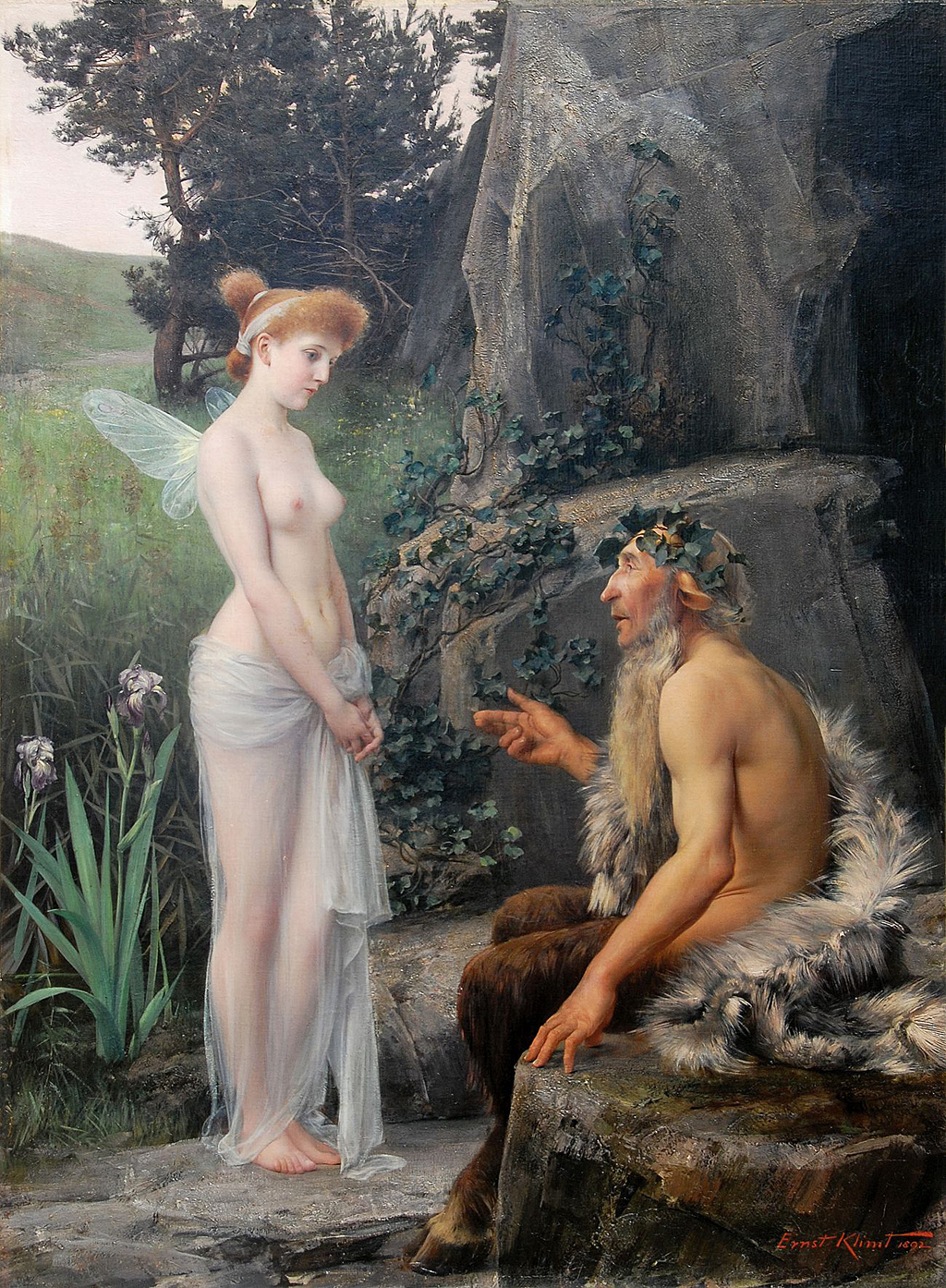
مشاوره روان پان اثر ارنست کلیمت در ۱۸۹۲

ارنست کلیمت (به انگلیسی: Ernst Klimt) (زاده ۳ ژانویه ۱۸۶۴ - درگذشته ۹ دسامبر ۱۸۹۲) نقاش تاریخ اتریشی و نقاش تزئینی بود. او برادر کوچک‌تر نقاش شناخته‌شده، گوستاو کلیمت بود.